# 愛爾蘭威廉黨人戰爭

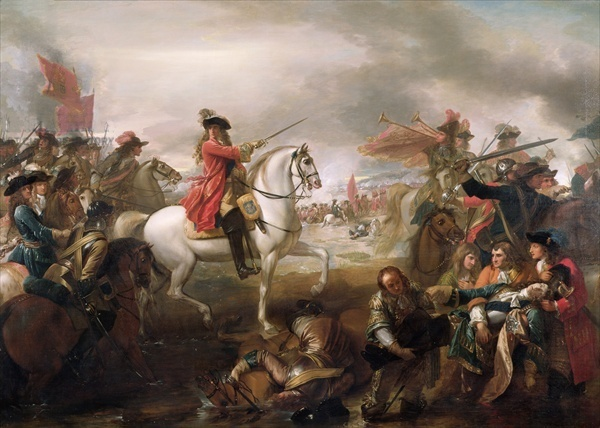
愛爾蘭威廉黨人戰爭中的博因河战役

愛爾蘭威廉黨人戰爭是指在1689年3月至1691年10月期間，愛爾蘭國王詹姆士二世及其繼任者威廉三世兩派支持者在愛爾蘭爆發的軍事衝突。這場戰爭的起因是1689年的光榮革命，原本身兼英格蘭國王、蘇格蘭國王暨愛爾蘭國王的詹姆士二世遭到廢黜，並由威廉三世和瑪麗二世兩人繼任。在戰爭爆發期間，約翰·格雷厄姆也在蘇格蘭發動詹姆士派起義。
最終威廉三世一派在這場戰爭中取得勝利，詹姆士派結束在愛爾蘭的活動。隨後的詹姆士派起義僅限於蘇格蘭和英格蘭地區，但是這場戰爭還是對愛爾蘭島產生長久的影響，並鞏固英國新教主導該地長達1個世紀。人們普遍認為這場戰爭是歐洲大陸在1688年至1697年大同盟戰爭的相關衝突之一。